# 1235 (szám)
Az 1235 (római számmal: MCCXXXV) az 1234 és 1236 között található természetes szám.

## A szám a matematikában
A tízes számrendszerbeli 1235-ös a kettes számrendszerben 10011010011, a nyolcas számrendszerben 2323, a tizenhatos számrendszerben 4D3 alakban írható fel.
Az 1235 páratlan szám, összetett szám, szfenikus szám. Kanonikus alakja 51 · 131 · 191, normálalakban az 1,235 · 103 szorzattal írható fel. Nyolc osztója van a természetes számok halmazán, ezek növekvő sorrendben: 1, 5, 13, 19, 65, 95, 247 és 1235.
Az 1235 huszonnégy szám valódiosztó-összegeként áll elő, ezek közül legkisebb a 3693.

## Csillagászat
- 1235 Schorria kisbolygó